# Crab roșu
Crabul roșu (Gecarcoidea natalis) este o specie de crab din genul Gecarcoidea, familia Gecarcinidae.
Începerea ploilor de toamnă anunță startul exodului spre mare, din pădurea tropicală natală din Insula Christmas din Oceanul Indian. Mărșăluind în perioada mai rece a zilei, crabii se cațără pe orice obstacol întâlnit în cale. Circa un milion mor pe drum în călătoria de două săptămâni.
Masculii maturi ajung primii și se luptă pentru cele mai bune locuri de împerechere de pe coastă înainte de sosirea femelelor. După împerechere, masculii o iau înapoi spre casă, în timp ce femelele așteaptă depunerea si dezvoltarea ouălelor. Două săptămâni mai târziu,pe coastă, la marginea apei, depun miile de ouă clocite de ele și, după 25 de zile, pornesc la rândul lor spre casă, urmate de o întreagă armată de micuți crabi roșii, fiecare cu o lățime de doar 5 milimetri.
1. ↑  „dexonline”. dexonline.ro. Accesat în 6 octombrie 2024.